# كريس وليامز (لاعب كرة قدم)
كريس وليامز (بالإنجليزية: Chris Williams)‏ (و. 1981  م) هو لاعب كرة قدم، من كندا، ولد في تورونتو، يلعب كلاعب وسط.

## التعليم
تعلم في جامعة موبيل.

## روابط خارجية
- كريس وليامز على موقع الاتحاد الدولي (مؤرشف)  (الإنجليزية)
- كريس وليامز على موقع قاعدة بيانات كرة القدم.إي يو (الإنجليزية)
- كريس وليامز على موقع ناشيونال فوتبول تيمز (الإنجليزية)
- كريس وليامز على موقع عالم كرة القدم.نت (الإنجليزية)